# Cornelis Antoons
Cornelis Antoons (Hoogkerk, 25 december 1909 - aldaar, 7 februari 1945) was een Nederlandse verzetsstrijder tijdens de Tweede Wereldoorlog.

## Leven
Antoons was gereformeerd en bloemkweker in Hoogkerk. Hij was vanaf het begin, eind 1940, actief bij de Partij-Organisatie. Deze groep hield zich vooral bezig met voorlichting en verspreiding van anti-nationaalsocialisatische lectuur en bestond in eerste instantie uit leden van de door Duitsers verboden Anti-Revolutionaire Partij.
Naarmate de oorlog vorderde sloot Antoons zich aan bij de L.O. en gaf hij onderdak aan onderduikers, vervalste persoonsbewijzen, zamelde geld in en leverde distributiebonnen. Vanaf juni 1944 sloot hij zich aan bij de plaatselijke Ordedienst en gaf hij onderdak aan Piet Schreuder, chef-staf Binnenlandse Strijdkrachten Gewest Groningen. 
Door verraad werden Antoons en Schreuder opgepakt door de SD onder leiding van commandant Robert Lehnhoff en werd Antoons achter zijn woning op 7 februari 1945 doodgeschoten door Lehnhoff. Schreuder werd later door de Duitsers vermoord. 
Antoons was getrouwd, was een aanstaande vader, maar zijn kindje werd doodgeboren in juni 1945.

## Vermelding
In 1997 werd een plaquette bij het oorlogsmonument op de kruising Boeiersingel-Barkstraat-Schouwstraat geplaatst met daarop de naam van Cornelis Antoons.